# Thimphu
Thimphu (dzongkha ཐིམ་ཕུ) – stolica i największe miasto Bhutanu położone w Himalajach na wysokości ok. 2000 m n.p.m. Rezydencja królewska oraz ośrodek handlowo-rzemieślniczy związany z hodowlą owiec i jaków. Miasto jest zamieszkiwane przez 99 021 osób. Przed rokiem 1960 Thimphu składało się głównie z małych wiosek, które dziś są dzielnicami miasta. Od 1962 roku jest oficjalną stolicą Bhutanu (wcześniej stolicą było miasto, w którym w danym momencie przebywał król). 
Stolica nie posiada własnego lotniska, jest obsługiwana przez odległy o około 40 km port lotniczy w Paro, który jest jedynym międzynarodowym lotniskiem w kraju.

## Geografia
Miasto położone jest w ciasnej dolinie Wang Chuu, przez którą przepływają 2 rzeki. Thimphu doświadcza pory deszczowej od maja do września, a pory suchej przez pozostałą część roku. Średnie dobowe temperatury w porze deszczowej wynoszą 20–22 °C, a w porze suchej 6–12 °C.

## Zabytki
- Tashichhoe Dzong
- Simtokha Dzong
- Klasztor Tango
- Klasztor Cheri

## Miasta partnerskie
- Kırklareli
- Manokwari

Thimphu
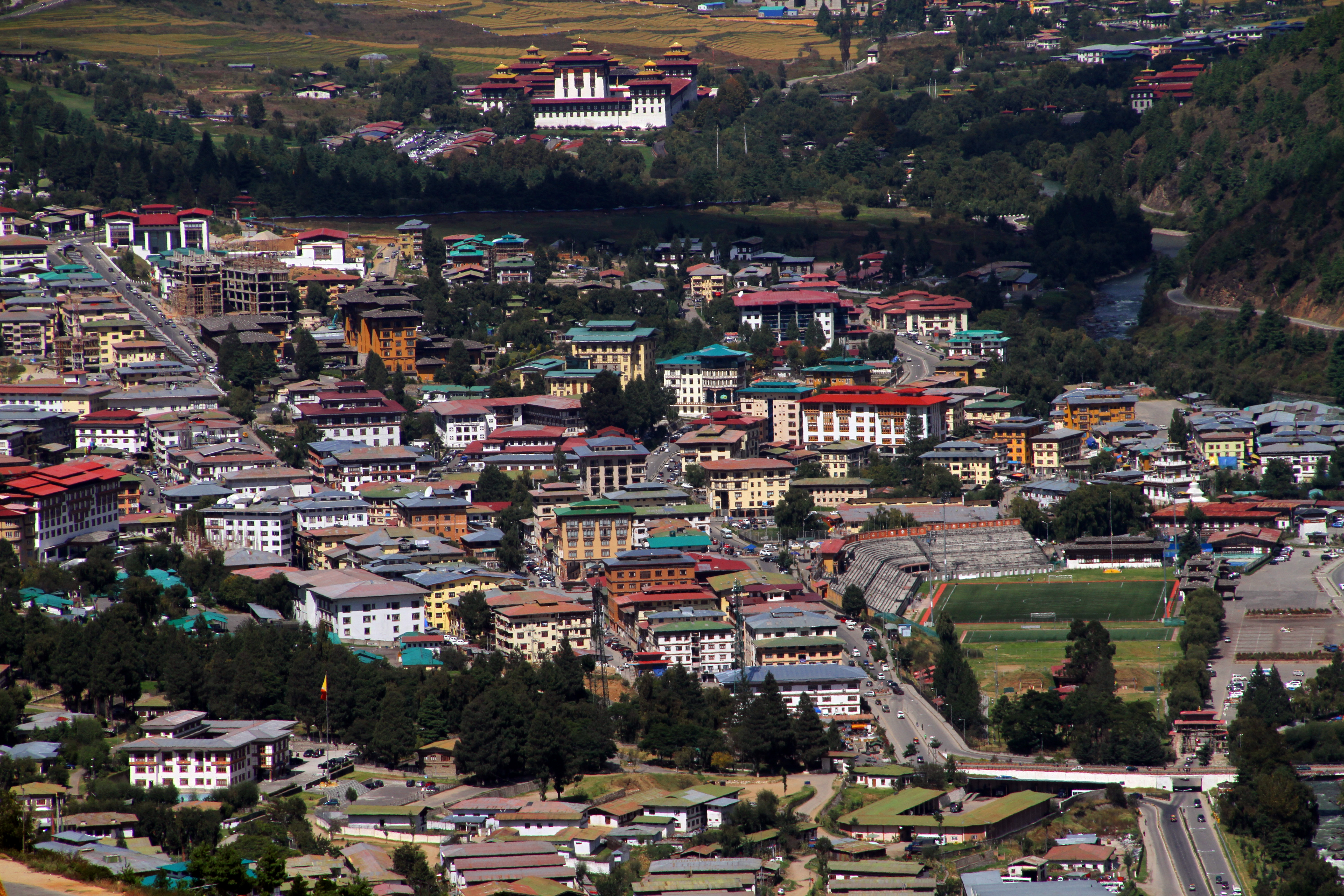
Thimphu
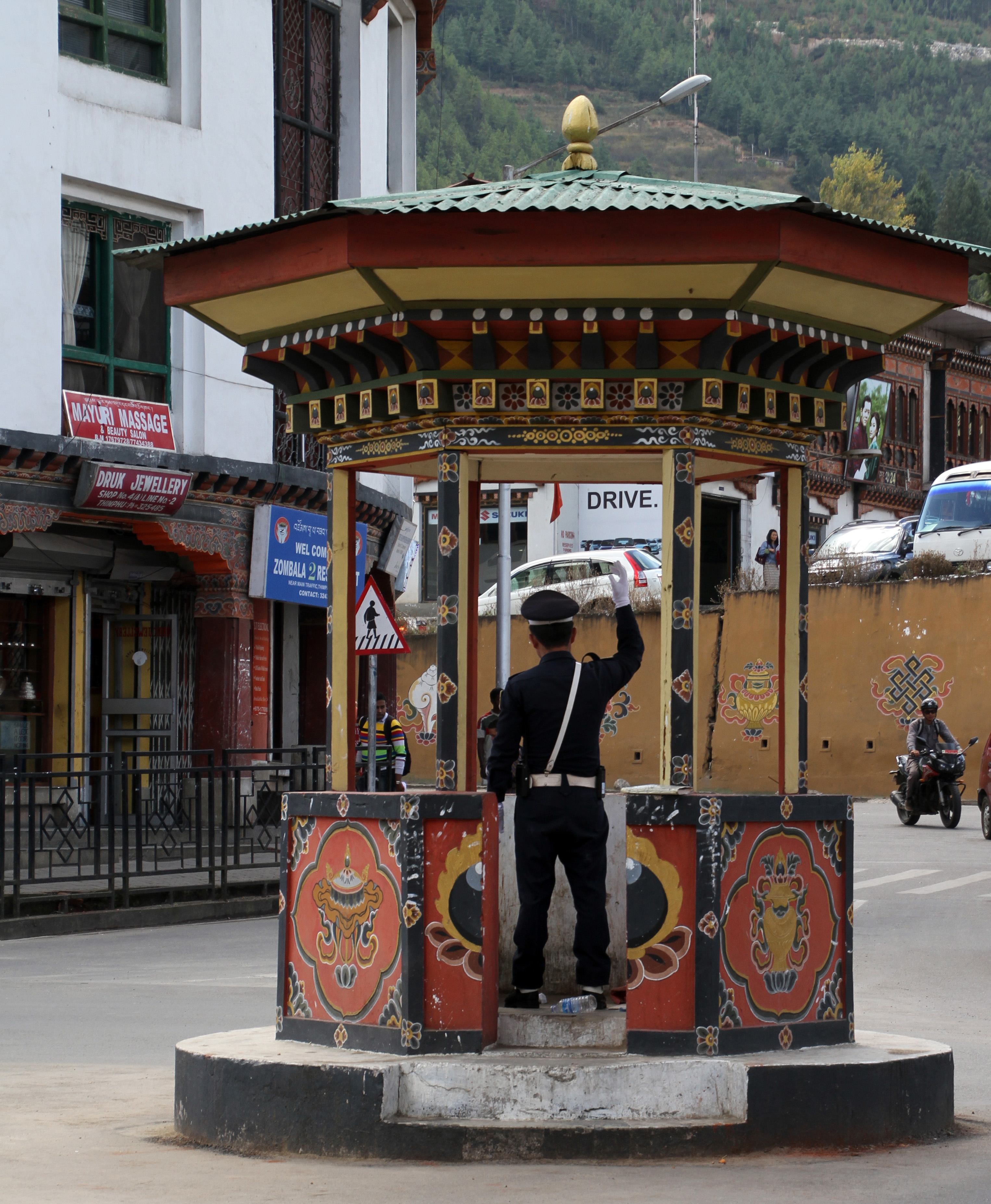
Downtown Thimphu
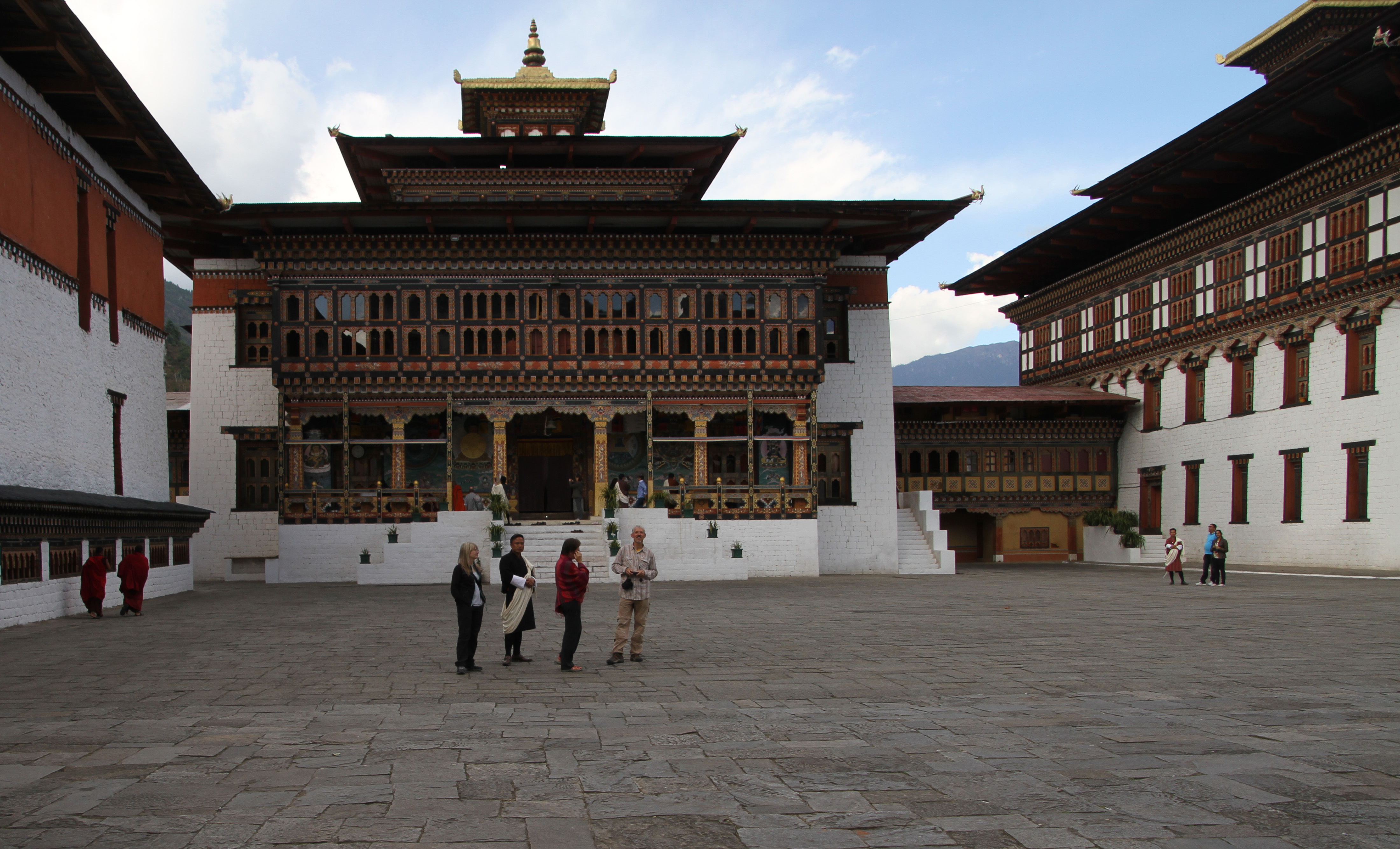
Dzong
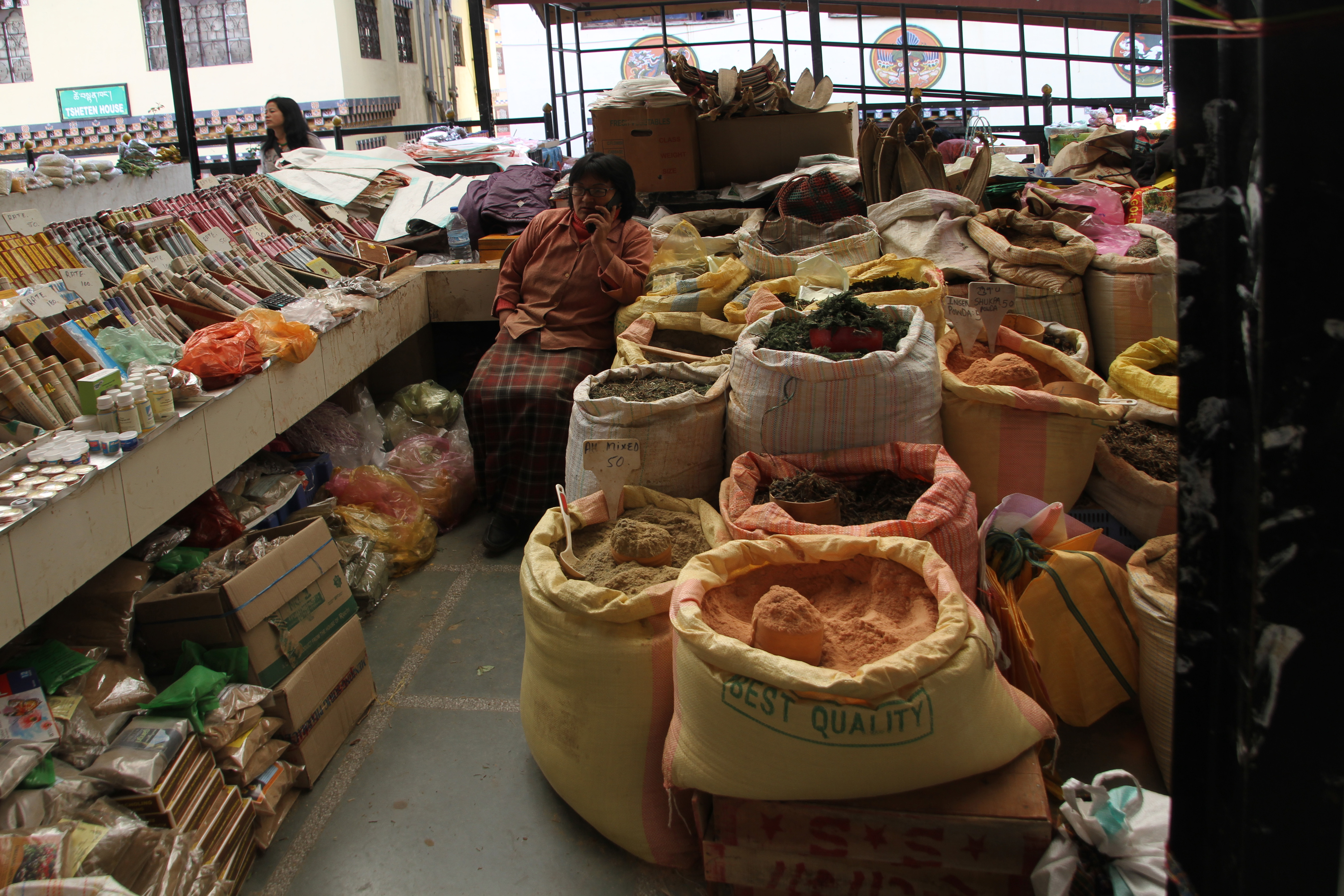
Market
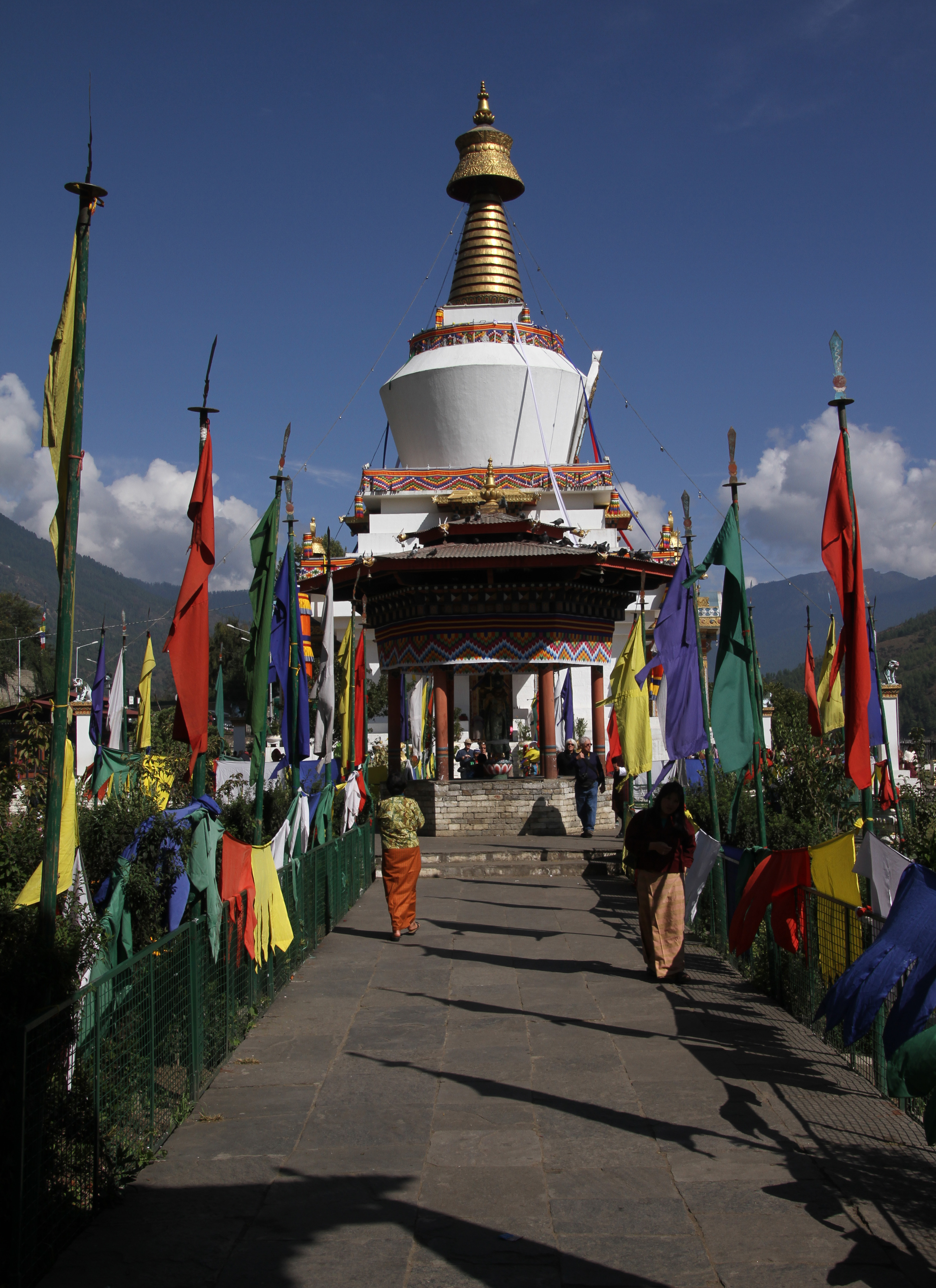
Memorial Chorten
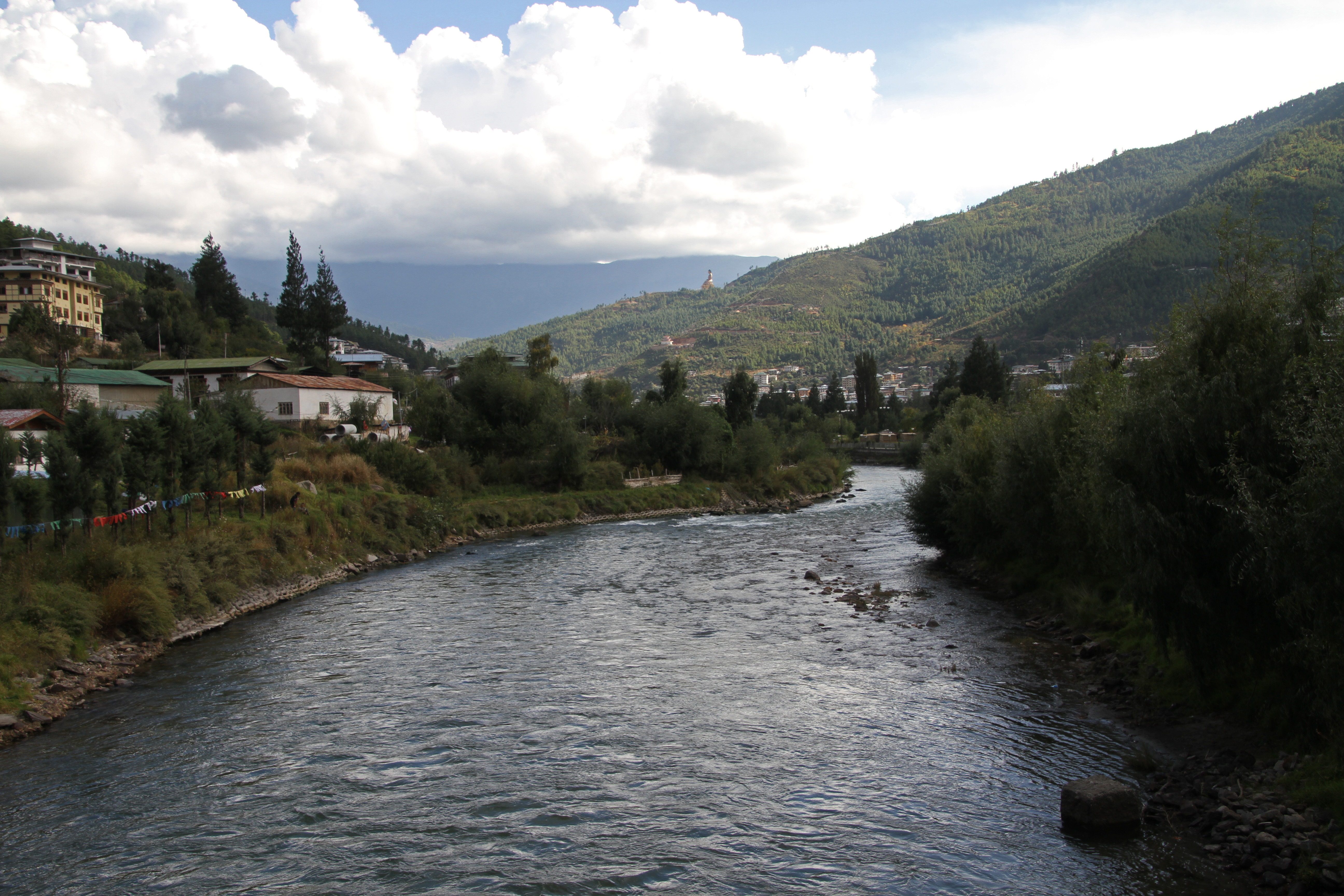